# Kétszínű pénzecskegomba
Az kétszínű pénzecskegomba (Laccaria bicolor) az osztatlan bazídiumú gombák (Homobasidiomycetes) osztályának a kalaposgombák (Agaricales) rendjébe, ezen belül a pereszkefélék (Tricholomaceae) családjába tartozó faj.

## Megjelenése
A kétszínű pénzecskegomba kalapja 2-4 centiméter átmérőjű. Felbőre szemcsés vagy enyhén pikkelyezett, széle fiatalon begönyölt, később kiterül. Színe a világosbarnától a sötétbarnáig terjed. A tönk hosszúsága 4 – 6 cm, vékony, színe barna, lilás árnyalattal.
Lombhullató és fenyőerdőkben egyaránt terem, különösen kedveli az útszéleket. Júliustól októberig fordul elő.

## Összetéveszthetősége
Néhány közeli rokonával téveszthető össze, mint a barna pénzecskegomba és a lila pénzecskegomba, melyek azonban szintén ehetőek.